# Rafa Mir
Rafael Mir Vicente (ur. 18 czerwca 1997 w Kartagenie) – hiszpański piłkarz, występujący na pozycji napastnika w hiszpańskim klubie Sevilla FC. 
Młodzieżowy reprezentant Hiszpanii. Wychowanek Valencii , w trakcie swojej kariery grał także w takich zespołach, jak: Wolverhampton Wanderers, UD Las Palmas, Nottingham Forest oraz SD Huesca. 

## Statystyki kariery
(aktualne na dzień 1 sierpnia 2024)
| Klub                    | Sezon              | Liga               | Liga  | Liga   | Puchar kraju | Puchar kraju | Puchar ligi | Puchar ligi | Europa | Europa | Inne  | Inne   | Suma  | Suma   |
| Klub                    | Sezon              | Liga               | Mecze | Bramki | Mecze        | Bramki       | Mecze       | Bramki      | Mecze  | Bramki | Mecze | Bramki | Mecze | Bramki |
| ----------------------- | ------------------ | ------------------ | ----- | ------ | ------------ | ------------ | ----------- | ----------- | ------ | ------ | ----- | ------ | ----- | ------ |
| Wolverhampton Wanderers | 2017/18            | Championship       | 2     | 0      | 2            | 0            | –           | –           | –      | –      | –     | –      | 4     | 0      |
| Wolverhampton Wanderers | 2018/19            | Premier League     | 0     | 0      | 0            | 0            | –           | –           | –      | –      | –     | –      | 0     | 0      |
| Wolverhampton Wanderers | Ogólnie            | Ogólnie            | 2     | 0      | 2            | 0            | -           | -           | -      | -      | -     | -      | 4     | 0      |
| Las Palmas              | 2018/19            | Segunda División   | 30    | 7      | 0            | 0            | –           | –           | –      | –      | –     | –      | 30    | 7      |
| Nottingham Forest       | 2019/20            | Championship       | 11    | 0      | 0            | 0            | 2           | 0           | –      | –      | –     | –      | 13    | 0      |
| Huesca (wyp.)           | 2019/20            | Segunda División   | 18    | 9      | 0            | 0            | –           | –           | –      | –      | –     | –      | 18    | 9      |
| Huesca (wyp.)           | 2020/21            | Primera División   | 38    | 13     | 1            | 3            | –           | –           | –      | –      | –     | –      | 39    | 16     |
| Huesca (wyp.)           | Ogólnie            | Ogólnie            | 56    | 22     | 1            | 3            | 2           | 0           | 20     | 8      | -     | -      | 57    | 25     |
| Sevilla                 | 2021/22            | Primera División   | 34    | 10     | 4            | 2            | –           | –           | 9      | 1      | –     | –      | 47    | 13     |
| Sevilla                 | 2022/23            | Primera División   | 26    | 6      | 4            | 1            | –           | –           | 6      | 1      | –     | –      | 36    | 8      |
| Sevilla                 | 2023/24            | Primera División   | 15    | 2      | 4            | 1            | –           | –           | 2      | 0      | 1     | 0      | 22    | 3      |
| Sevilla                 | Ogólnie            | Ogólnie            | 75    | 18     | 12           | 4            | -           | -           | 17     | 2      | 1     | 0      | 105   | 24     |
| Ogólnie w karierze      | Ogólnie w karierze | Ogólnie w karierze | 238   | 72     | 19           | 7            | 2           | 0           | 17     | 2      | 1     | 0      | 277   | 81     |